# Suzani

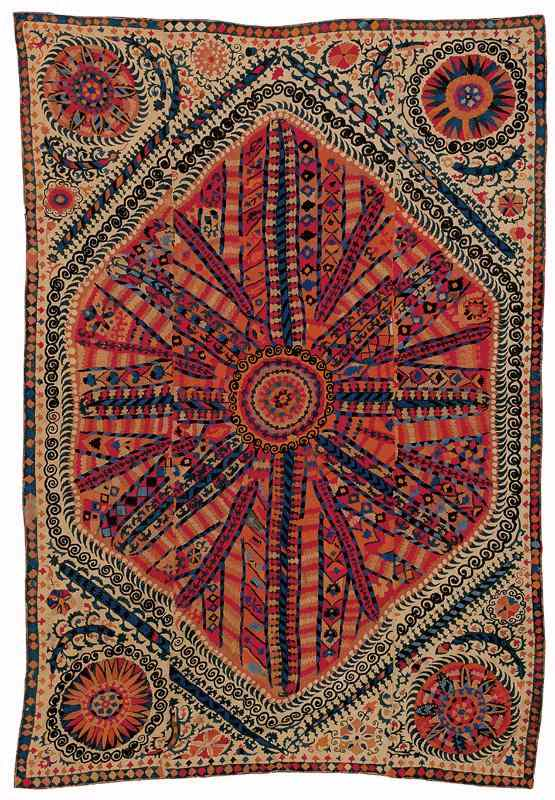
Buchara-Suzani

Als Suzani bezeichnet man großformatige, mit Seiden- oder Wollstickereien verzierte Baumwollstoffe aus dem zentralasiatischen Raum, vorwiegend aus Usbekistan (Buchara-Suzanis beziehungsweise Suzanis aus Nurota), sowie Turkestan. Gelegentlich wurden Ikatstoffe als Stickgrund verwendet.
Der Name kommt vom persischen سوزن Suzan, was so viel wie Nadel bedeutet. Die Herstellung wird im Iran als سوزنکاری Suzankāri Nadelarbeit bezeichnet. 
Die großformatigen Stickereien dienen traditionell als Wandbehänge zur Ausschmückung der Wohnräume in den Häusern und Jurten der Nomaden. Je nach Region fertigen die Bewohner Usbekistans jedoch auch kleinere Stickereien und Kleidung auf diese Art an. Ein Suzani ist traditioneller Teil der Mitgift und wird hierzu entweder aus Anlass der bevorstehenden Hochzeit hergestellt oder ein bereits in der Familie befindlicher wird der Braut vererbt. 
Die in leuchtenden Farben und mit prachtvollen, oft auch floralen Mustern bestickten Stoffe spiegeln die Wirklichkeit und Lebensphilosophie dieser Nomadenvölker in stark ornamentierter Sprache wider. Für blaue Farben wurde Indigo aus Indien verwendet; für rote Farben aus Russland importiertes Karmin. Für Schwarz wurden die Schalen von Granatäpfeln herangezogen. Gegen Ende des 19. Jahrhunderts setzten sich zunehmend importierte Baumwollstoffe durch und mit ihnen Anilinfarben, was zu einem grelleren Erscheinungsbild der Waren führte. Heute werden Suzanis sowohl von Hand als auch maschinell erzeugt.
Ein in aufwendiger Handarbeit hergestellter Suzani gilt oft als ein Prestigeobjekt.

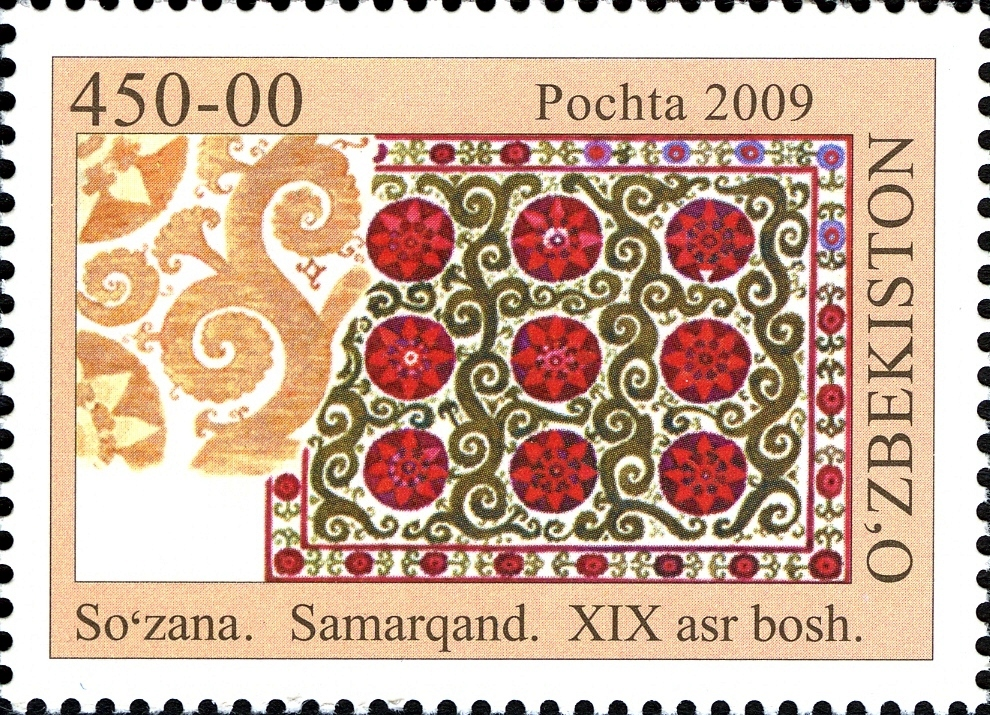
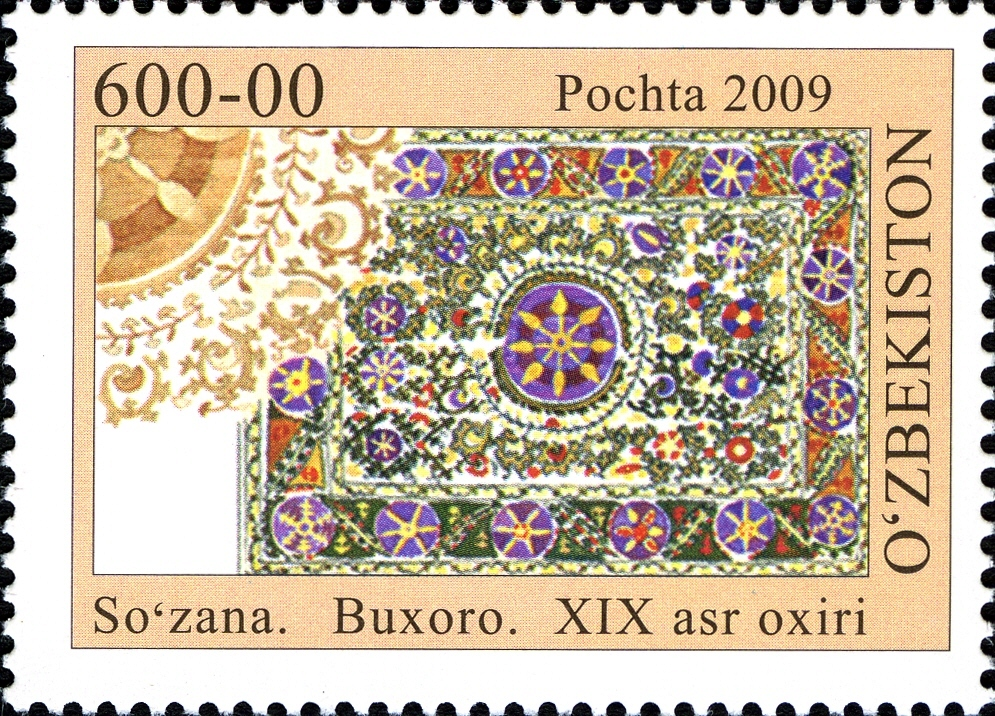
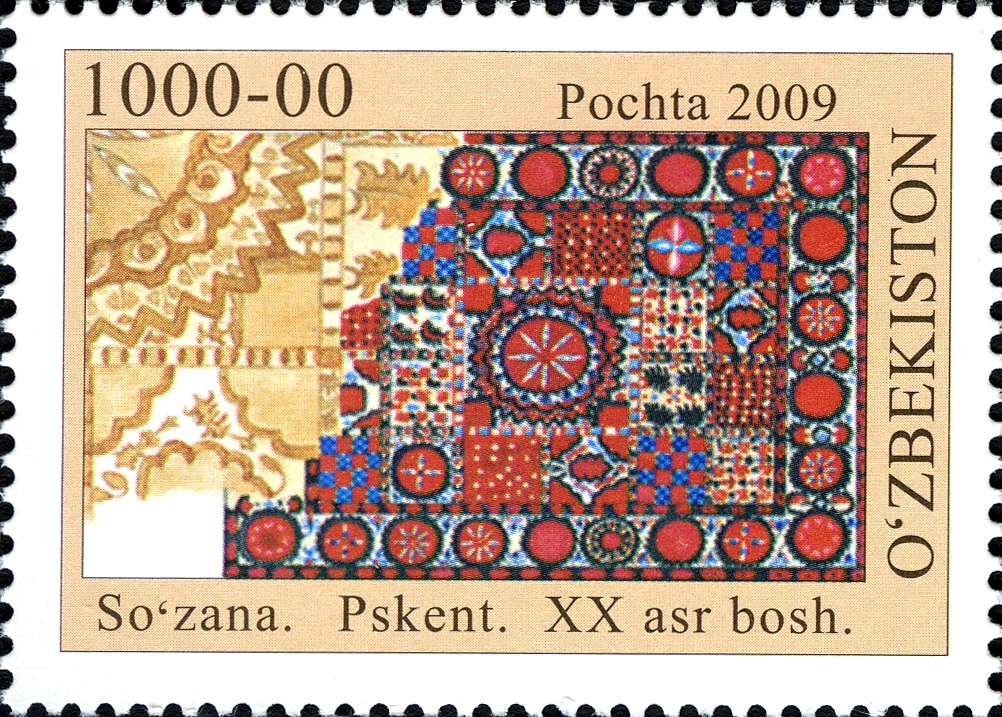
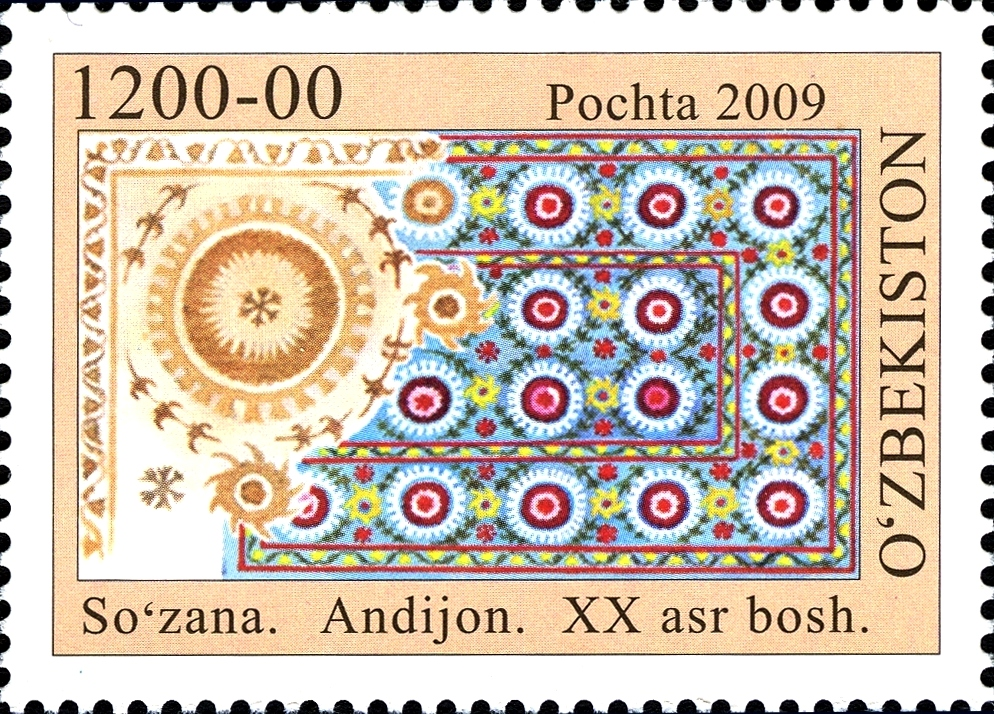